# Política mediambiental de la Unió Europea
La Unió Europea (UE) és considerada per alguns com la institució amb un major ventall de lleis mediambientals que qualsevol altra organització internacional. La seva política mediambiental esta significativament interconnectada amb altres polítiques mediambientals nacionals i internacionals. La legislació mediambiental de la Unió Europea també té efectes significatius sobre la dels seus estats membres. Les qüestions a les quals s'adreça la legislació mediambiental de la Unió Europea compren la pluja àcida, la capa d'ozó, qualitat d'aire, contaminació acústica, residus i contaminació d'aigua, i energia sostenible. L'Institut per la Política Mediambiental Europea calcula el nombre de lleis mediambientals per sobre d'unes 500 Directives, Reglaments i Decisions.

## Els començaments de la política mediambiental de la UE
La reunió de Cimera del París de caps d'estat i de govern de la Comunitat Econòmica Europea (EEC), a l'octubre de 1972 es considera sovint la data assenyada en que se situa el començament de la política mediambiental de la UE. Una declaració mediambiental i sobre la política de consum va ser adoptada a aquesta cimera, en la que es va demanar a la Comissió Europea projectar cap un programa d'acció per la protecció del medi ambient. Aquest (primer) Programa d'Acció Mediambiental es va adoptat el juliol de 1973 i representà la primera política mediambiental de la UE. A més, l'equip de treball que va projectar aquest programa, va permetre constituir l'embrió del que en un futur seria la Direcció General de Medi Ambient.
La raó principal en aquells temps per la introducció d'una política mediambiental comuna era la preocupació que els diversos estàndards mediambientals podrien donar lloc a barreres comercials i distorsions en la competitivitat del Mercat Comú. Els diferents estàndards dels estats per productes en particular, com limitacions en les emissions de gasos produïts pel contingut de plom en la gasolina, va plantejar barreres significatives al comerç lliure d'aquests productes dins de la Comunitat Econòmica (EC). Una motivació addicional que conduiria a la UE a promoure una política relacionada amb el medi ambient, era la creixent politització internacional dels problemes mediambientals i la creixent presa de consciència, des de principis de la dècada dels 1970es, que la contaminació del medi natural no entén de fronteres nacionals, i que cal abordar-la amb mesures transfrontereres. En aquells temps i hi havia cap menció de política mediambiental en els tractats fundacionals, i conseqüentment cap base explícita per abordar una política mediambiental europea. Tanmateix, els textos fundacionals van ser interpretats de forma dinàmica, considerant la política mediambiental com un dels objectius essencials de la Comunitat, tot i que no s'hi fes esment de forma explícita. No va ser fins al mitjans de la dècada dels1980es, i amb la signatura de l'Acta Única Europea el 1986 que els objectius econòmics i ecològics es van posar el peu d'igualtat dins la Comunitat.

## Actors principals
La política mediambiental de la UE està configurada per una gran varietat d'actors incloent-hi totes les institucions principals de la d'UE, així com a grups de pressió que configuren la gran política comunitària a Brussel·les.
Els estats membres de la UE orienten la política mediambiental mitjançant el treball que es porta a terme dins el Consell de Ministres. El Consell és un actor central en la presa de decisions de la UE que comparteix el seu marc d'actuació amb la gestió del Parlament europeu sota el ‘procediment legislatiu ordinari'. Hi ha diferents formacions de Consell (format pels ministres responsables d'àrees en concret) un dels quals és el Consell de Medi Ambient. El nombre de reunions de Consell de Medi Ambient ha augmentat significativament amb el temps. Els caps d'estat es reuneixen amb una periodicitat diferent– el Consell Europeu – que fins no fa gaire, tenia molt poc per a dir sobre la política mediambiental. No obstant i això, recentment el Consell Europeu ha exercit un paper important dins política de canvi de climàtic de la UE.
La Comissió Europea no només té el dret exclusiu de proposar una nova política mediambiental, sinó la responsabilitat de garantir l'aplicació de les normes ambientals. Per això, des de la seva creació en la dècada dels 1950es la Comissió Europea ha estat el centre neuràlgic de la Unió. No obstant i això, no va instal·lar una unitat dedicada a assumptes mediambientals fins al 1970s i una Direcció General del Medi Ambient fins al 1981. Inicialment la DG de Medi Ambient va ser percebuda com un ens relativament dèbil, però ha esdevingut cada cop mes reforçada, amb l'experiència i l'estratègia política acumulades. Amb tot, la Comissió encara depèn dels estats membres per implementar les seves polítiques.
Tradicionalment, el Parlament europeu va guanyar una reputació com a defensor dels interessos mediambientals dins de la UE on va proporcionar un punt d'accés per aquells grups exclosos de la decisió que fa i una veu pels partits polítics verds. No obstant i això, va ser una institució reactiva i relativament feble. Més recentment el Parlament s'ha beneficiat de canvis en els tractats que l'han fet un co-legislador amb el Consell de Ministres. No obstant i això, la potenciació del Parlament sembla haver reduït les seves credencials verdes, ja que sembla menys disposat d'adoptar les esmenes dels parits verds.
Durant els últims 40 anys la UE ha despertat l'interès d'un gran nombre de grups de pressió, incloses les ONG mediambientals. Ja en el 1974, els grups ecologistes de tots els estats membres van establir una representació central a Brussel·les, fundant l'Oficina Central de Medi Ambient. Altres ONG's ambientals es van instal·lar a Brussel·les a partir de finals de la dècada de 80'es ençà. Les institucions europees, especialment la Comissió Europea, proporcionen un accés relativament fàcil a aquests grups en comparació amb alguns dels governs nacionals. La Comissió Europea, fins i tot ha encoratjat activament la seva participació en la formulació de polítiques mitjançant la creació de comitès consultius i altres òrgans competents, i amb la provisió de fons per a establir i mantenir l'operativa central d'aquests grups.

## Processos polítics
La formulació de polítiques a la UE pot arribar a ser extremadament complexa. S'ha suggerit que la política europea està massa densament poblada d'alguns protagonistes amb dret de veto (actors amb els quals cal el seu acord és necessari perquè una política pugui ser adoptada) per a un sol o grup d'actors (incloent-hi els estats membres de la UE) per controlar constantment la direcció de les controlar la direcció de les polítiques que es pugui adoptar. El resultat en la política mediambiental ha estat àmpliament descrit com un actuació especialment imprevisible, inestable i alguns cops fins i tot caòtica. No obstant i això, la Comissió europea, com un actor clau en el procés de formulació de polítiques, té la força per desenvolupar ‘procediments operatius estàndards‘ per desenvolupar aquestes polítiques. Això ha portat una sèrie de canvis dins la formulació de processos en aquests darrers anys, entre ells: l'adopció de normes mínimes de consulta; l'avaluació d'impacte de totes les propostes polítiques; i la publicació anterior dels seus programes de treball.
L'enfocament de la política mediambiental de la UE també ha canviat en els últims anys, concentrant-se més en l'actualització de les polítiques existents que en l'extensió del paper de la UE en la política ambiental. En els anys 1970 i 1980, la política mediambiental de la UE es va caracteritzar per la ràpida acumulació d'un conjunt de lleis que cobrien una gamma de temes que abans no havien estat previstes a la UE. Des de la dècada de 1980, altres nous problemes han pres però una proporció creixent de l'agenda ambiental com els debats sobre la revisió de la legislació vigent. Com a resultat, la proporció de legislació mediambiental europea que esmena les lleis anteriors s'ha incrementat de manera constant en el temps. En conseqüència, per a la majoria dels problemes ambientals, la pregunta clau ja no és: ‘han d'estar involucrats a la UE? ', Sinó' el que hauria de fer la UE? '. I la lògica per aconseguir un debat en l'agenda política de la UE, ja no es tractar nous temes sinó canviar les polítiques existents (el seu enfortiment o debilitament, en funció dels objectius d'un actor polític). Aquest canvi, tant en la fixació de lluita ambiental com en la de fixació de l'agenda europea, ha marcat un canvi de posicionament sobre nous temes davant la preocupació pels que estan en curs. .
En els seus processos de formulació de polítiques, la UE ha fet un esforç considerable per dur a terme un tipus de coordinació de polítiques, és a dir la integració de les consideracions mediambientals en el funcionament de les diferents agendes públiques. El potencial d'integració de política mediambiental és sens dubte ambiciós: sectors econòmicament poderosos com l'agricultura, l'energia i el transport han de d'oferir una perspectiva als problemes ambientals en el desenvolupament de les seves pròpies polítiques. No obstant això, ha demostrat ser molt més difícil d'implementar del que molts havien esperat originalment, no menys dels que treballen en la Direcció General de la Comissió Europea. Un factor causal significatiu aquí ha estat l'estructura institucional i política fragmentada de la UE, que ha facilitat l'adopció d'objectius polítics amb visió de futur, alhora que també ha soscavat la seva implementació.
La implementació ha estat la ‘punta de llança' del procés de polític de la UE. L'èxit de les polítiques de la UE - i amb elles tot el projecte d'integració - sovint són jutjats pels impactes que tenen a terra. No obstant això, si el patrimoni (el cos de legislació de la UE) no està completament implementat, hi ha un risc de les polítiques de la UE en esdevenir 'paper mullat' amb poc efecte tangible en la qualitat del medi, però amb greus impactes desequilibrants en el mercat únic. L'aplicació de la política de la UE és àmpliament considerat com a problemàtica. No obstant això, tant la comprensió de l'opinió pública com acadèmica en aquesta etapa crucial del procés política de la UE segueix sent relativament limitada. De fet, durant molt de temps, una sèrie de factors va mantenir tot el tema de la mala implementació sota o fora de l'agenda política, però avui en dia tot esta molt més polititzat, davant la mobilització de les ONG i la força de la integració del Parlament Europeu. S'han ofert una gran quantitat de solucions als problemes d'aplicació de polítiques de la UE, alguns dels quals podrien, si s'implementen, agreujar el problema. No obstant això, en molts aspectes, les causes de la mala (o almenys imperfecta) aplicació resideixen a l'estructura mateixa de la UE. En conseqüència, no és probable que sigui cap panacea.
Per desenvolupar noves polítiques ambientals, és important primer avaluar aquelles que ja han estat adoptades. Això, però, és difícil d'aplicar en la pràctica, ja que a la UE el complex sistema de governança multinivell afegeix considerablement la dificultat pràctica d'avaluació de polítiques. L'avaluació dels impactes i la recerca dels efectes secundaris de les polítiques s'aconsegueix millor per una pluralitat de dades, mètodes, analistes i teories, així com criteris d'avaluació. En els últims anys, la demanda d'avaluacions de les polítiques i programes de la UE ha augmentat a mesura que la importància de l'avaluació s'ha tornat més reconegut globalment. Molts actors s'han involucrat en la posada en marxa, la producció i l'ús d'avaluacions (inclosa l'Agència Europea del Medi Ambient), però el paper de l'avaluació és sovint encara molt feble.
La sinèrgia amb la política mediambiental d'Europa és la Política mediambiental de recerca europea i d'innovació. El seu objectiu és definir i implementar una agenda de transformació a través de l'ecologització de l'economia i la societat en el seu conjunt, de manera s'aconsegueixi un desenvolupament veritablement sostenible.

## La recerca mediambiental i política d'innovació
Europa és particularment actiu en aquest camp i la Política mediambiental de recerca i innovació europea, té com a objectiu promoure una major i millor recerca i innovació per a la construcció d'una societat i una economia eficient en recursos i resistent al canvi climàtic en sincronia amb l'entorn natural. La Recerca i la Innovació a Europa estan recolzades financerament pel programa Horitzó 2020, que també està obert a la participació de global.

## La UE com a actor mediambiental global
La UE és un important – fins i tot un ‘influent' – actor en negociacions mediambientals internacionals. Per això, si un vol entendre els processos i resultats de les negociacions mediambientals internacionals, cal estar familiartizat amb el paper que la UE hi juga. A més, els projectes internacionals tenen una influència en la UE, les seves polítiques i el paper en que pugui exercir com un actor global. Per tant, la política i les polítiques mediambientals europees i internacionals interactuen constantment i es reforcen mútuament.
La UE és una part en els principals acords ambientals multilaterals que abasten tota una varietat de qüestions ambientals. La UE també és capaç de participar plenament en les negociacions internacionals sobre medi ambient, ja sigui en qualitat d'observador en el context de l'ONU o com a part en el tractat mare en diversos Conferència de les Parts (COP) i Reunió de les parts (MOP). Sovint, la UE s'observa com un líder en la política del medi ambient mundial, però el seu paper de lideratge avui en dia també pot ser qüestionat, sobretot en l'àmbit del canvi climàtic. La política de canvi climàtic internacional de la UE consta de tres blocs de construcció: la integritat del medi ambient, el multilateralisme, instrumentació legalment vinculant), que estan sota pressió en el context de les actuals negociacions sobre el canvi climàtic. Igual que en altres àrees de l'acció exterior, la política ambiental exterior de la UE es caracteritza sovint per una falta de coincidència entre les seves ambicions i la seva capacitat per executar-les a la pràctica.

## Protecció mediambiental
Quan la CEE es va establir va ser establert, la protecció del medi ambient, i molt menys el concepte més ampli de desenvolupament sostenible, no es va percebre com una qüestió política important. El concepte de desenvolupament sostenible conté dimensions ambientals, socials i econòmiques. Trobar maneres pràctiques per equilibrar els tres és considerat com un desafiament clau. Les polítiques de la UE en el camp del desenvolupament sostenible han evolucionat com a resultat de la interacció entre els conductors polítics interns i la resposta de la UE a una sèrie de conferències clau de l'ONU. Una d'aquestes conferències influents va ser la primera Conferència de les Nacions Unides sobre el Medi Humà, celebrada a Estocolm el 1972. Aquesta no només es va dirigir a les preocupacions ambientals dels països industrialitzats del Nord, sinó també, els problemes de desenvolupament dels països del Sud. El desenvolupament sostenible només s'esmenta en les conclusions del Consell Europeu per primera vegada el 1988. S'ha volgut mantenir un equilibri entre el suport polític per al 'creixement sostingut' i / o 'desenvolupament sostenible' durant uns anys, la qual cosa revela les actituds ambivalents sobre aquest concepte. El Tractat d'Amsterdam de 1997, finalment, es va assegurar el reconeixement formal de desenvolupament sostenible com un objectiu legal en virtut dels Tractats. Posteriorment, el compromís de la UE amb el desenvolupament sostenible s'ha formalitzat com un dels objectius fonamentals de la UE.
El 1997, la UE es va comprometre a elaborar una estratègia 'nacional' per al desenvolupament sostenible per a l'any 2002. La Comissió va publicar una Comunicació sobre una Estratègia de la Unió Europea per al desenvolupament sostenible l'any 2001 que es va discutir en el Consell Europeu de Göteborg. No obstant això, aquesta estratègia va patir de diverses debilitats de governança que van dificultar la seva implementació.En particular, l'Estratègia ha estat fortament contestada per la seva ambigua relació amb l'Estratègia de Lisboa per al creixement i l'ocupació, que ha rebut molt més alta prioritat política.
La crisi política i institucional que es va enfrontar a la UE el 2005 després del rebuig de la Constitució de la UE, va empènyer l'Estratègia per al Desenvolupament Sostenible (EDS) a tirar-la enrere de l'agenda política. Una ‘renovada' EDS va ser aprovada posteriorment pel Consell de la UE el 2006. L'estratègia renovada contenia disposicions més detallades per a l'aplicació, la vigilància i el seguiment.
La formalització legal del compromís de la UE amb el desenvolupament sostenible com un objectiu polític va ser completat pel Tractat de Lisboa. El desenvolupament sostenible s'esmenta ara en diverses ocasions en els Tractats: com un objectiu bàsic de la UE en el nou article 3 del Tractat de la Unió Europea (TUE); en l'article 21 del TUE relatiu a l'acció exterior de la Unió; i en l'article 11 TUE, que estableix el principi d'integració. La UE s'ha compromès legalment per a assolir el desenvolupament sostenible, tant interna com externament, és a dir, en les seves relacions amb 'la resta del món').
Aquest compromís legal ha portat a la creació d'un procés d'avaluació d'impacte del que cal fer a priori, per garantir que tota la futura legislació de la UE estigui en conformitat amb els principis del desenvolupament sostenible segons el que estableix l'EDS. De fet, els processos múltiples de valoració d'impacte van sorgir: Comissió d'Avaluació d'impacte per a tota futura legislació de la UE, Avaluació d'Impacte per la Sostenibilitat (SIA) de la Direcció General de Comerç i l'Avaluació per la Integració Sostenible (ISA) com es preveu en els project es d'investigació finançats per la UE com MATISSE, In-Context and VISION RD4SD, que ha estat recomanat per a la com a metodologia per a futures avaluacions globals.
La crisi econòmica posterior a 2008 va donar lloc a un marcat descens en interès de política d'alt nivell en els objectius polítics a llarg termini, com ara el desenvolupament sostenible. Una nova 'Europa 2020' va substituir a l'Estratègia de Lisboa del 2010; reduint la dimensió ambiental a l'energia i l'eficiència dels recursos. Les paraules 'desenvolupament sostenible' ni tan sols s'esmenten. El futur de les polítiques de desenvolupament sostenible de la UE són incertes i és possible que la UE torni un cop més a un enfocament més limitat en la política mediambiental.

## Àrees importants de política mediambiental
La Directiva de Marc de l'Aigua és un exemple d'una política d'aigües, amb l'objectiu de que rius, llacs, terres i aigües costaneres arribin a ser de "bona qualitat" per a l'any 2015. La Directiva d'Ocells,establerta ja ben aviat el 1979, i la Directiva d'Hàbitats són parts de la legislació de la Unió Europea per a la protecció de la biodiversitat i els hàbitats naturals. Aquestes proteccions tanmateix només cobreixen directament animals i plantes. Els fongs i els microorganismes no tenen protecció sota les lleis de la Unió Europea. Les directives s'implementen a través del Natura 2000 programa i cobreixen uns 30,000 llocs a tot Europa.

## Reptes pel lliure comerç en la política mediambiental de la UE
Vegeu també: Associació Transatlàntica pel Comerç i la Inversió
Un esborrany de la secció de desenvolupament sostenible de l'Associació Transatlàntica pel Comerç i la Inversió (TTIP) entre la UE i els USA es va filtrat a The Guardian l'octubre de 2015. Preguntat un advocat mediambiental francès sobre aquest document va descriure que les salvaguardes mediambientals proposades eren "virtualment inexistents" en comparació amb la protecció concedida als inversors, i que els casos ambientals van representar el 60% dels 127 casos d'arbitratge internacional ja presentades contra països de la UE en virtut d'acords comercials bilaterals en les dues últimes dècades, segons Amics de la Terra. D'acord amb Joseph E. Stiglitz, el TTIP podria tenir un efecte de "refredament" en la regulació i, per tant, una "rebaixada acció urgent sobre el clima que requereix l'Acord de París".
L'esborrany del capítol de l'energia de la TTIP es va filtrar a The Guardian al juliol de 2016. Aquest esborrany podria sabotejar els esforços europeus per posar en pràctica les mesures d'estalvi d'energia obligatoris i per afavorir el canvi a la generació d'electricitat renovable.